# ウェストポートの戦い
ウェストポートの戦い（ウェストポートのたたかい、英:Battle of Westport）は、時としてミズーリ州のゲティスバーグとも呼ばれ、南北戦争中の1864年10月23日に、現在のミズーリ州カンザスシティで行われた戦闘である。サミュエル・R・カーティス少将指揮する北軍が、スターリング・プライス少将指揮する勢力で劣る南軍に対して決定的な勝利を挙げた。この戦闘はプライスのミズーリ州遠征の転回点となり、プライス軍はアーカンソー州を抜けて撤退することになった。

## ウェストポート

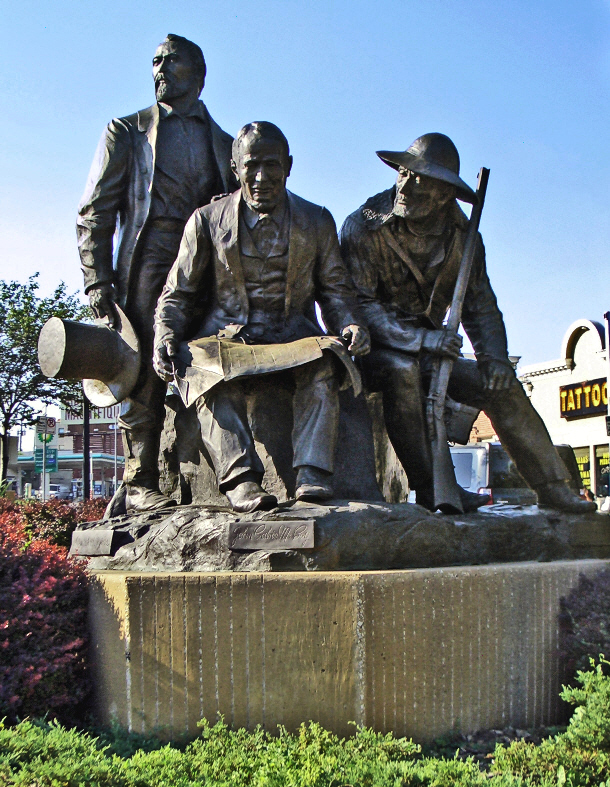
ウェストポートにある開拓者達の彫像

ウェストポート（現在はミズーリ州カンザスシティの境界内にある）は、1864年に北軍と南軍が衝突したとき既に歴史ある場所だった。オレゴン・トレイル、カリフォルニア・トレイルおよびサンタフェ・トレイルを通って旅する開拓者達は皆この町を通過し、ワカルーサ川水系の尾根を抜けて西部に向かった。
川は脇道でも障害でもある
歴史を理解するには、まず川を理解することだ

## プライスのミズーリ州遠征
1864年9月、スターリング・プライス少将はそのミズーリ軍を率いてミズーリ州に入った。北軍のミズーリ方面軍を指揮するウィリアム・ローズクランズ少将は部隊を集めてその侵入を排撃しようと動き始めた。アルフレッド・プレソントン少将が指揮するローズクランズの騎兵隊が、アンドリュー・J・スミス少将の指揮するテネシー軍の大規模歩兵分遣隊と共にプライスを追った。プライスはセントルイスが強固に防御されていることが分かり、さらに西のジェファーソンシティに脅威を与えるべく動いた。プライスは軽い小戦闘を行った後で、ジェファーソンシティも防御が堅いと判断し、再度西のレブンワース砦に向かった。
北軍カンザス方面軍指揮官サミュエル・R・カーティス少将は、ワイルド・ビル・ヒコックなどのスパイから南軍の動きを知った後にその管理地域にプライス軍が入ってくる脅威に直面した。カーティスはその方面の部隊を境界軍に纏め上げた。ジェイムズ・G・ブラント少将がインディアンに対する作戦から呼び戻され、大半が志願兵の連隊といくらかのカンザス州民兵で構成される第1師団を率いた。カーティスは約4,000名の志願兵を集めたに過ぎず、カンザス州知事トマス・カーニーに志願兵隊を支援するための州兵招集を求めた。カーニー知事は再選を求める選挙が近づいていたこともあり、即座にカーティスがその選挙区から民兵を引き抜こうとしていると疑った。カーニーはプライス軍が遙か遠いミズーリ州に居るときは無関心であり、カンザス州には脅威を与えないと考えていた。プライスが西に転じてジェファーソンシティに向かったとき、カーニーが折れてジョージ・ディーツラー少将がカンザス州兵師団の指揮を執り、境界軍に合流した。

## 戦闘
カーティス将軍はジェイムズ・G・ブラント少将指揮下の第1師団大半をレキシントンで南軍に対峙させた。ブラントはプライス軍を止めることはできなかったが、その歩みを鈍くさせ、南軍の勢力に関する情報を集めた。10月21日にリトルブルー川沿いで再度ブラントは後退させられたが、追跡する北軍のアルフレッド・プレソントン少将指揮する騎兵隊と南軍との距離を縮めるだけ、南軍を遅らせることは出来なかった。カーティスは60歳が近く、その年齢では戦闘に関わりたいという望みを重荷に感じていた。しかし、攻撃的な部下であるブラント将軍のお陰で、その師団はウェストポートの南で今一度抵抗を試みる決断をした。ブラント自ら、カンザス州境に垂直に流れるブラッシュ・クリークに沿って、町の南に築いた防衛線を監督した。
プライスは対抗者カーティスとほとんど同じ年齢であり、戦闘隊形の指示は部下のジョセフ・O・シェルビー准将に任せていた。シェルビーとジェイムズ・F・ファガン少将が指揮する2個師団はブラッシュ・クリークでブラント隊を攻撃する準備をした。ジョン・マーマデューク准将が指揮する3番目の師団はビッグブルー川のバイラムズフォードに陣取り、プレソントンの騎兵隊に備えた。

### ブラッシュ・クリーク沿いの戦闘
ブラントはブラッシュ・クリーク沿いに3個旅団を配置し、チャールズ・W・ブレア大佐指揮下の4番目の旅団はカンザスシティから向かっているところだった。右手から左手にトマス・ムーンライト大佐、チャールズ・R・ジェニソン大佐およびジェイムズ・ホバート・フォード大佐の旅団が並んだ。夜明けにフォードとジェニソンは散兵とともにブラッシュ・クリークを渉り、川向こうの開けた野原でシェルビー隊に出会った。南軍が攻撃し、側面を衝かれた北軍はクリークの対岸に押し返された。トマス・ムーンライト旅団が激しく攻撃され、カンザス州境を越えて後退し、ジェニソン旅団はウェストポートのほとんど町中にまで後退した。この大変な時に、カーティスはバイラムズフォードにいるプレソントンの大砲の音を聞き、またブレア大佐の新鮮な旅団が丁度到着した。カーティスは意気が高揚し、自ら馬で前線に出てブレア隊を戦闘に導いた。補強された北軍はクリークを越えて突撃したが、再度撃退されてクリークの北岸に後退した。カーティスは正面攻撃以外の他の選択肢を必要と考え、南軍前線の弱点を探っているときに、見失った馬を探している1人の農夫に出会った。その農夫はカーティスにシェルビー隊左側面に沿ってある高台を走る渓谷の存在を教えた。州境を越えていたムーンライト旅団がこの時その機会を生かす絶好の位置にいた。ムーンライト旅団の第11カンザス騎兵連隊がウィスコンシン大隊を護衛し、渓谷を抜けてシェルビーの左翼旅団M・ジェフ・トンプソン准将の側面を衝いた。
ムーンライト旅団が南軍の側面を衝いたのと同じ時刻に、ブラントはジェニソンとフォードの旅団で正面攻撃を再開した。ブラントの攻撃の激しさと、ムーンライト旅団による側面攻撃に驚かされたことで、南軍は後退して平原を横切り高台まで下がった。そこで南軍は抵抗し、数回反撃を試みたが成功しなかった。シェルビーとファガンの部隊に惨劇が生じたときに、同じようなことがプライスの後衛であるバイラムズフォードのマーマデューク師団に起こっていた。

### バイラムズフォードの戦闘
マーマデューク師団はバイラムズフォード西岸の防御を施された陣地を生かし、8時以降プレソントンの旅団のうち3個旅団に対する戦闘に耐えていた。プレソントン配下の旅団長のうちエグバート・B・ブラウン准将はその攻撃を停止し、命令不服従でプレソントンに逮捕されていた。もう1人の旅団長エドワード・F・ウィンスロー大佐が負傷し、フレデリック・ベンティーン中佐（後にリトルビッグホーンの戦いに参加して有名になった）に指揮を引き継いでいた。これらの悪条件にも拘わらず、北軍の騎兵は川の西岸を取り、マーマデューク隊は後退した。ブラウン旅団（この時はジョン・F・フィリップス大佐が指揮を引き継いでいた）が川を渉ったところで、マーマデューク隊の激しい砲火に曝された。フィリップス隊は川を渉ると広い平原を横切ってマーマデューク隊に突撃を掛けた。この突撃でミズーリ州とアーカンソー州の北軍部隊が、ミズーリ州とアーカンソー州の南軍部隊と戦った。マーマデューク隊がシェルビーとファガンの部隊と合流したので、ブラントは強化された南軍にその大砲で撃ちかけた。
南軍主力が2方向から激しく攻撃される間、プレソントン配下のジョン・マクニール准将の第4の旅団がヒックマンミルズ近くの浅瀬を守るウィリアム・ルイス・キャンベルの旅団に対して移動した。マクニール旅団も南軍をその浅瀬から駆逐することができた。

### 南軍の撤退
北軍の部隊はこのとき3つの異なる角度からプライス軍に蝟集しつつあった。南軍はリトル・サンタフェの町に向かう道路に沿った最後の防御線まで後退し、フォレストヒルで前線を構築した。南軍は草原に火を放ったので、煙が遮蔽し、逃げる南軍の上げる埃が道路にまき散らされた。ウェストポートの戦いは終わったが、翌日、ブラントとプレソントンは再度追跡を開始した。

## 結果
ウェストポートの戦いは、両軍合わせて3万名以上の勢力が戦い、双方におよそ1,500名の損失を出させる、ミシシッピ川の西では最大級の戦闘となった。北軍が勝利したことでプライスによるミズーリ州への脅威は終わった。それまで激しく戦われてきたミズーリ州はしっかりと北軍の支配下となった。プライスはアーカンソー州に退いていく間はほとんど後衛戦を戦い続け、その遠征は公式には1864年11月1日に終わった。これはミシシッピ川流域戦線では最後の作戦行動であり、北部州のどの州に対しても南軍最後の大きな脅威が去った。

## 注目される参戦者

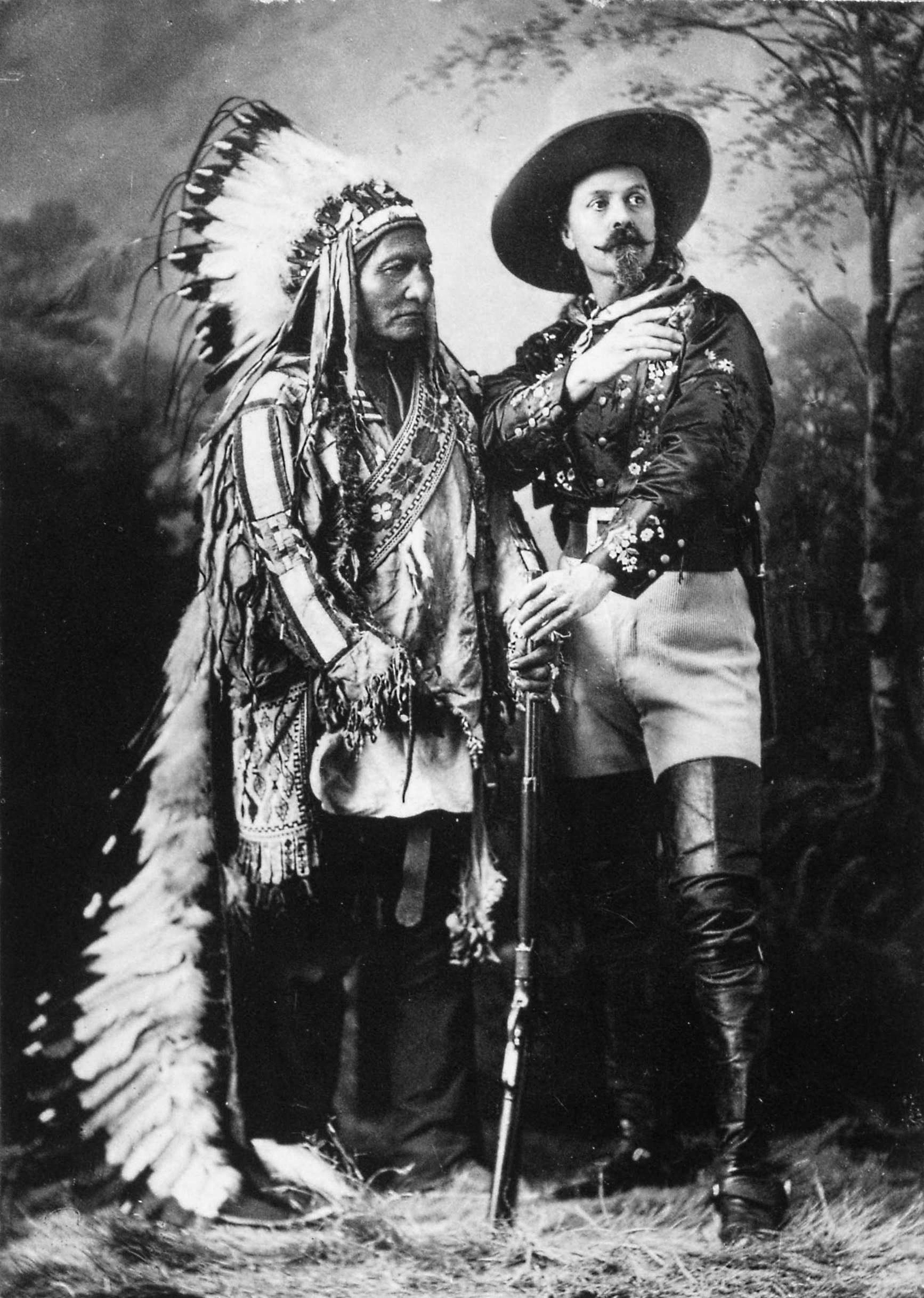
バッファロー・ビル（右）とシッティングブル

この戦闘に参加した者のうちの何人かは後に別の時点で国民の間に名声をえることになった。その多くは西部開拓時代の話である。バッファロー・ビル・コーディは第7カンザス騎兵隊すなわち「ジェニソンのジェイホーカー」連隊の兵卒だった。ワイルド・ビル・ヒコックはカーティス将軍の斥候を務めた。バイラムズフォードで1個旅団の指揮を引き継いだフレデリック・ベンティーンは後にジョージ・アームストロング・カスターと共にリトルビッグホーンの闘いに参戦した。ジム・レイン上院議員とカンザス州知事サミュエル・J・クロウフォードはカーティスの参謀だった。トマス・セオドア・クリッテンデンはカンザス州兵騎兵隊に入っており、後にウェストポートから撤退するプライスが戦った現場であるフォレストヒル墓地に埋葬された。
ジョニー・リンゴはシェルビーの下で南軍側で戦った。トマス・C・レイノルズはプライス将軍の参謀に加わり、プライス軍がジェファーソンシティを占領し、自分をミズーリ州知事にしてくれることを期待していた。

## ウェストポートで対戦した戦力

### 北軍
境界軍 - サミュエル・R・カーティス少将
- 第1師団 - ジェイムズ・G・ブラント少将
  - 第1旅団 - チャールズ・R・ジェニソン大佐
  - 第2旅団 - トマス・ムーンライト大佐
  - 第3旅団 - チャールズ・W・ブレア大佐
  - 第4旅団 - ジェイムズ・ホバート・フォード大佐

- カンザス州兵師団 - ジョージ・ディーツラー少将
  - 第1旅団 - M・S・グラント准将（リトルブルー川で戦闘）
  - 第2旅団 - バイロン・シェリー准将（カンザスシティ防衛）
  - 第3旅団 - ウィリアム・フィッシュベック准将（下記参照）
  - 第4旅団 - J・B・スコット准将（参戦せず）

ミズーリ方面軍 - ウィリアム・ローズクランズ少将
- 暫定騎兵師団 - アルフレッド・プレソントン少将
  - 第1旅団 - ジョン・B・サンボーン准将
  - 第2旅団 - ジョン・マクニール准将
  - 第3旅団 - エグバート・B・ブラウン准将
  - 第4旅団 - エドワード・F・ウィンスロー大佐

### 南軍
ミズーリ軍 - スターリング・プライス少将
- ファガン師団 - ジェイムズ・F・ファガン少将
  - ドビン旅団 - アーチボルド・ドビン大佐

- マーマデューク師団 - ジョン・マーマデューク准将
  - マーマデューク旅団 - ジョン・B・クラーク2世准将
  - フリーマン旅団 - トマス・フリーマン大佐

- シェルビー師団 - ジョセフ・O・シェルビー准将
  - 鉄の旅団 - M・ジェフ・トンプソン准将
  - ジャックマン旅団 - シドニー・D・ジャックマン大佐

## 指揮官に関する論争
ブラント少将の命令（将軍野戦命令第2号）によって民兵隊の准将W・H・M・フィッシュベックの民兵連隊は志願兵の大佐チャールズ・W・ブレアの指揮下に置かれた。フィッシュベックはその部隊が志願兵士官の下に置かれたことに怒った。民兵隊は民兵士官の指揮下に置かれるべきとするカンザス法を根拠に、フィッシュベックはブラントの命令を無視した。ブラントはフィッシュベックを逮捕させ、後にカーティス少将の命令で釈放されるまで拘束した。フィッシュベックは釈放されたときに、ブラント少将から来た指示に従うようにという命令で、第5、第6および第10カンザス民兵連隊の指揮を執った。この厄介な措置で、フィッシュベック准将は第1師団第3旅団に付けられた民兵連隊を直接指揮することになり、チャールズ・W・ブレア大佐はその旅団の全体指揮を執った。ハワード・N・モネットはこの措置を「旅団の中の旅団」と表現した。ブレアとフィッシュベックはウェストポートで民兵隊を率い（G・W・ディーツラー将軍に伴われた）、カーティス少将が民兵隊に国に戻るよう命令するまで、プライス軍の追撃を行った。

## 戦場の保存
20世紀の初めに民間の関心がウェストポートの戦いを記念するように向けられた。1906年、ポール・D・ジェンキンスがウェストポートの戦いに関する初期の本を出版し、それが保存運動を刺激した。1912年夏、バイラムズフォードでの戦闘の再現がスウォープ公園で行われた。
第一次世界大戦の後の10年間、ミズーリ渓谷歴史協会会長H・H・クリッテンデンの指示で、カンザスシティ民間指導者達が現在のルーズ公園やバイラムズフォード近くのウェストポートの戦い戦場跡を特定する動きがあった。クリッテンデンの父は1864年10月23日にバイラムズフォードで北軍騎兵旅団の一つを率いたトマス・クリッテンデンであり、後にミズーリ州知事を務めた。
カンザスシティの市長と市委員会は1923年にウェストポートの戦いとバイラムズフォードに関連した場所を認める条例を成立させた。これらの行動に続いて1924年にアメリカ合衆国議会がウェストポートの戦いを記念する「国立軍事公園」を創設する法案を導入した。最初の提案は55番街にあるウォーノール道路に沿った現在のルーズ公園の場所を獲得するものだった。
これらの地域が利用できないことになったとき国家的記念の動きは1925年と1926年にバイラムズフォード・ビッグブルー川地域に焦点が向けられた。連邦議会に提出された証言では、ビッグブルー川地域を提唱する者達はブラッディヒル斜面に位置するヘイガーマンの土地を確保することを推薦していた。1926年に証言されたものでは、1864年の戦闘時にあった丸太小屋の1つが1926年にもヘイガーマンの土地に建っていた。この動きは成功せず、計画は数年間中断された。
1950年代、戦場跡の大半は、元ヘイガーマンの土地のブラッディヒル尾根頂上にある63番街に面して1955年に始まった事務所ビルの建設を初めとして、商業や工業用ビルの建設で阻害された。この建物はオールステイト・インシュアランス、後にはバーンズ・アンド・マクドネル工業会社に使われた。1956年から1962年には戦場跡の草地帯がバイラムズフォード工業公園のための8棟の建物建設でひどく損傷を受けた。大きな工場2つが昔のバイラムズフォード道路北の尾根に建設された。工業公園の開発者は歴史ある「バイラムズフォード道路」近くのマンチェスター・トラフィックウェイの交差点に南北戦争の記念碑を建てた。
1958年、南北戦争から100周年が迫った頃、「カンザスシティ南北戦争円卓会議」がハリー・S・トルーマン元大統領を公認委員の1人として結成された。円卓会議のハワード・N・モネット博士は「ウェストポート以前の戦闘」について研究し、講演し、後半に記事を書いた。モネット博士の「ウェストポート以前の戦闘」と題された著作は、ウェストポートの戦いから100周年にあたる1964年に出版された。カンザスシティ南北戦争円卓会議でのモネット博士のこの問題に対する熱心さによって、3日間の戦闘に関わる広く散らばった戦場跡を車で回るツアーを創ることが議論された。
1975年、カンザスシティ南北戦争円卓会議の指導者達は、モネット博士の構想に対する記念として、「ウェストポートの戦いハワード・N・モネット基金」を作り、ウェストポートの戦いに関連する戦場跡を記念し大衆に解説する目的で免税慈善団体とした。1979年までに、モネット基金の創設者達は地域社会から基金を集めることに成功し、25箇所に標識と銘板を立て、自動車によるガイドなしのツアーを始めた。これらの銘板には草地の記念銘板やブラッディヒルの道端銘板数点が含まれている。
1979年と1980年、モネット基金の指導者達はバイラムズフォードの一部を「国定歴史史跡」に指定する最初の動きを始めた。この動きは浅瀬周辺の土地の多くで所有権が混乱していたことと、所有者達が登録地域に指定されることに自発的に同意しなかったために遅らされた。
1983年、モネット基金は「ビッグブルー戦場跡」を構成する土地の一部について実際の所有者と管理者としての役割を始めた。モネット基金の指導者達は担保物件となっていた戦場跡やその近辺50エーカー（20万 m²）について商業銀行からの寄付を獲得した。この寄付の中にはビッグブルー川を横切る「バイラムズフォード」も含まれていた。
歴史地域が指定され1989年に国の登録に入った。その地域は、ハーデスティ・アベニュー東のバイラムズフォード道路サイトで、古い道路がブルー川上の東崖から降りてくる辺りだった。2番目の土地は浅瀬そのものであり、「バイラムズフォード・サイト」と名付けられた。
歴史地域のバイラムズフォード道路サイトは、基金と南北戦争史跡保存協会の共同作業を通じて1995年に獲得された。その管理権は1995年4月にカンザスシティ公園局に移された。
アメリカ陸軍工兵司令部のために1996年に広範な考古学調査が行われ、バイラムズフォードと浅瀬の西の岩石露出部の間で起こった戦闘について埋蔵物の文書化が行われた。その結果、歴史地域には現在基金が所有する土地全体を含むように修正することが推薦された（法律上の表現では、バイラムズフォード工業公園第6区である）。
このサイトの適切な処置として、広範な金属探査と埋蔵物分析という形でさらなる作業が推奨された。工兵司令部が計画する堤防工事は追加の土地に逆効果であることがうたわれ、緩和措置が推薦された。
ウェストポートの戦いハワード・N・モネット基金、その保存のための動き、および重要な土地を獲得するために基金募集に関する情報ついては を参照。さらに基金は現在観光センターの開設と運営を支援する基金を募っている。そのウェブサイトには『カンザスシティ戦場跡を救え』というビデオがあり、戦場跡が1864年の外観に戻されようとしていることを伝えている。

## 記念
今日カンザスシティの町中にウェストポートの戦いの幾つかの側面を記念する看板やプラカードがあるが、戦闘の主要な記念碑はカントリー・クラブ・プラザ真南のサンセットヒルに位置している。主要戦場跡の中心は現在のルーズ公園とペンブローク高校ウォーノールキャンパスの一部なので、記念碑は55番街西に沿ったルーズ公園南端にある。
ウェストポートの戦いドライブツアーは、カンザスシティで最古の現存建築物であるウェストポートのケリーズ・ウェスト・インで始まる。一連のプラカードの一つ一つで停車し、そこで起こったことの詳細と次の停止位置の方向を示している。ガイド無しツアーの停止位置には戦闘中に野戦病院として使われたウォーノール・ハウス、ジョセフ・シェルビー将軍の「鉄の旅団」の多くの将兵が最後に憩む場所であるフォレストヒル墓地が含まれている。